# Graptopetalum paraguayense
Graptopetalum paraguayense är en fetbladsväxtart. Graptopetalum paraguayense ingår i släktet Graptopetalum och familjen fetbladsväxter.

## Underarter
Arten delas in i följande underarter:
- G. p. bernalense
- G. p. paraguayense

## Bildgalleri

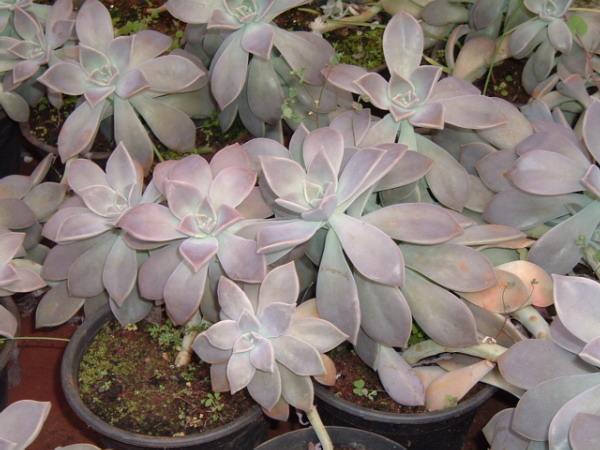
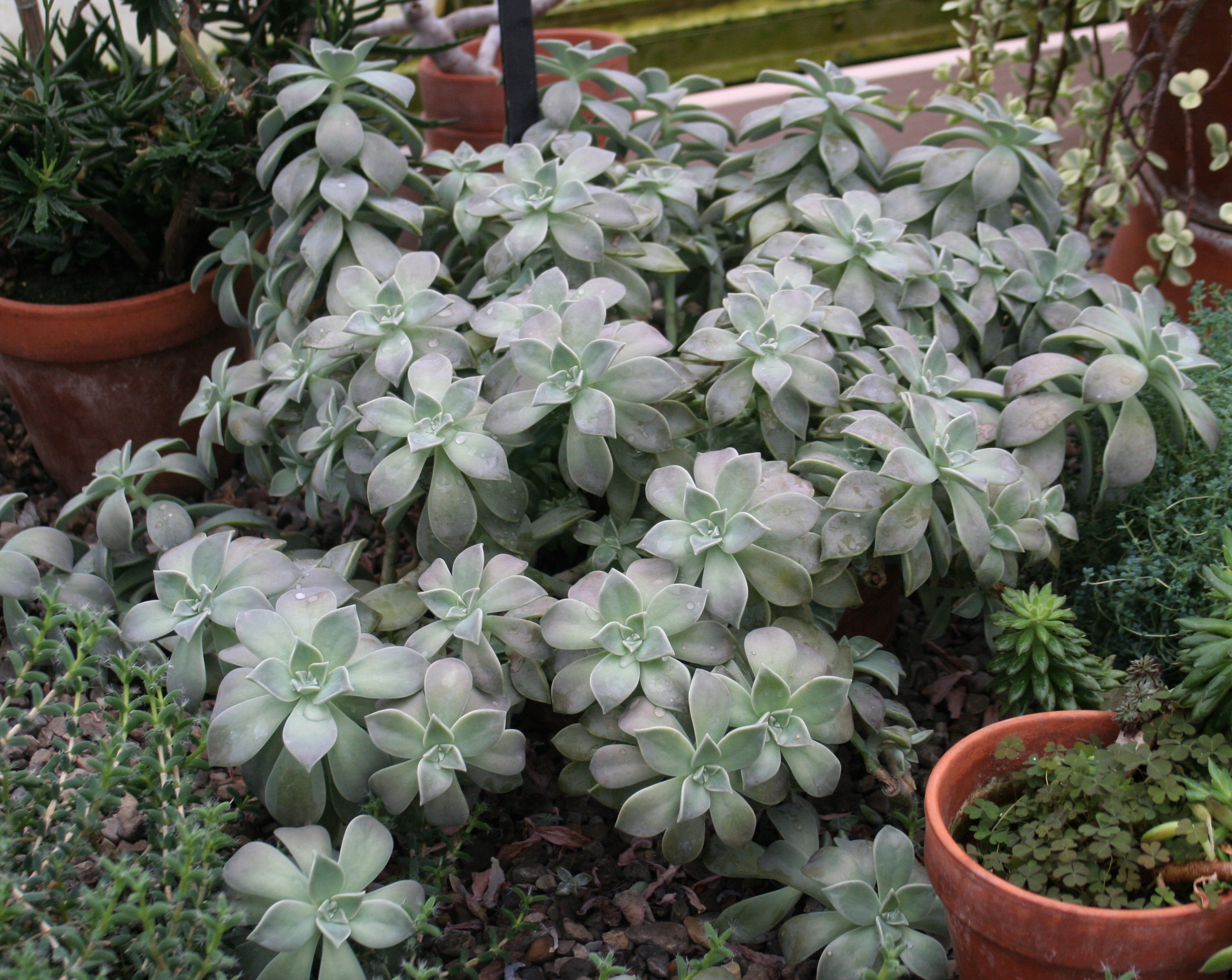
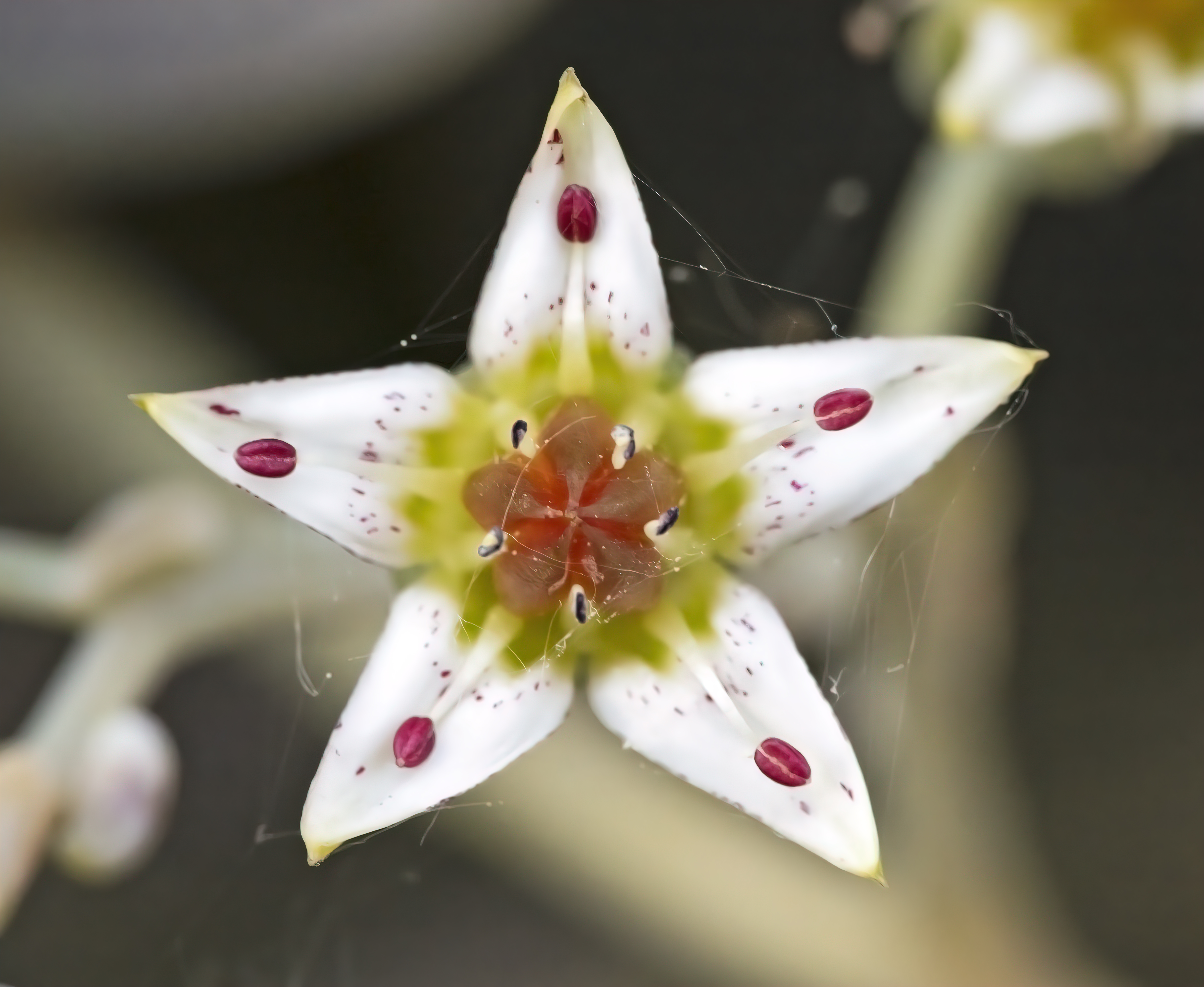
Blomma.